# ユンカース ユモ 211

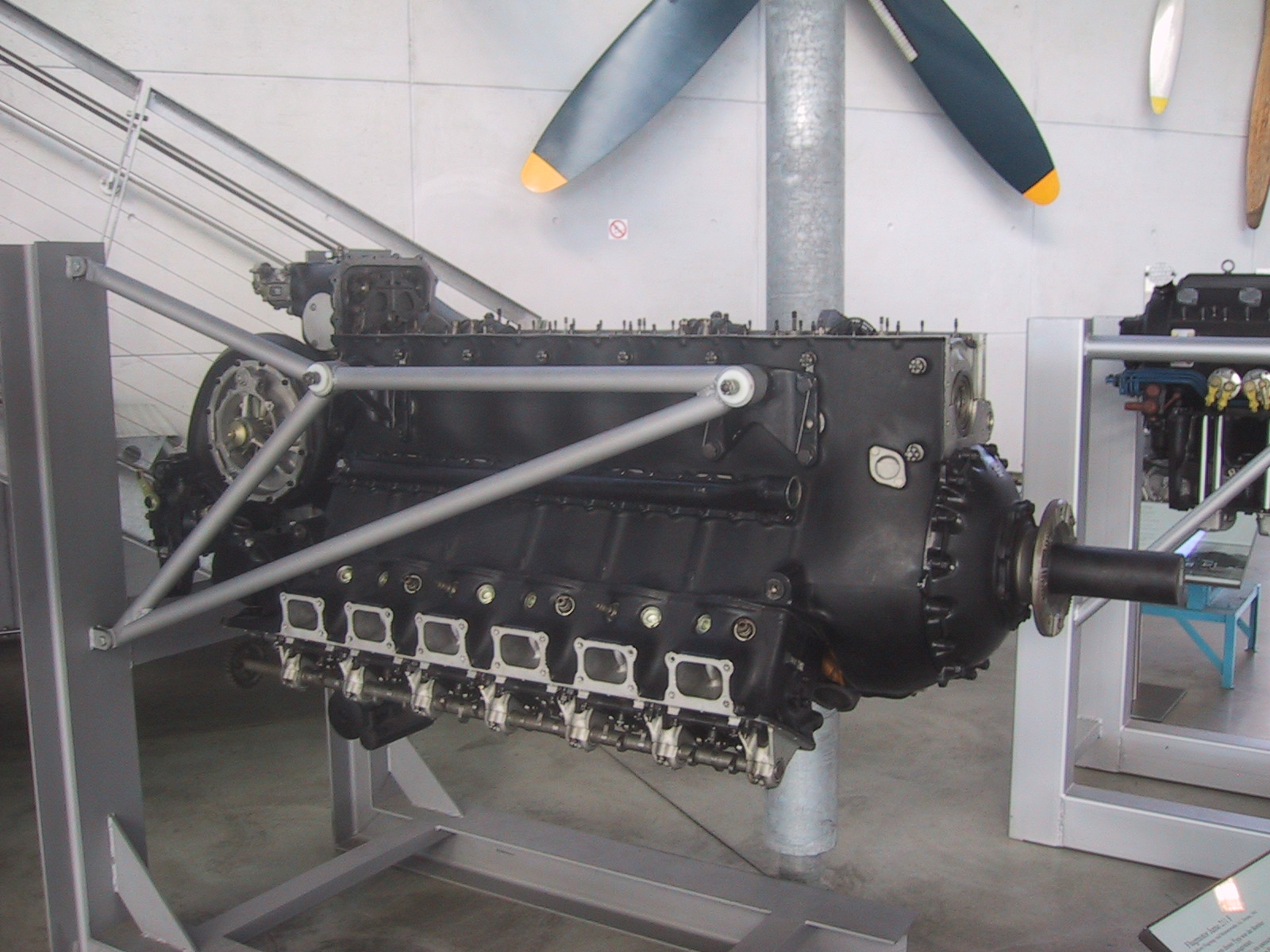
ユモ 211F エンジン

ユンカース・ユモ211 (Junkers Jumo 211) は液冷倒立V型12気筒エンジンで、第二次世界大戦中にユンカース・モトーレン社の主力航空機向けエンジンであった。有名なダイムラー・ベンツのDB 601と競合し、開発は互角かつ並行して進められた。DB 601の大部分が戦闘機や駆逐機で使用されたため、ユモ 211は主にJu 88やJu 87といった爆撃機に搭載された。
ユモ211はユモ210の後継に充てるためノイゲバウアー (Neugebauer) によって拡大強化して開発された。ユモ210の審査も終えていない1934年に航空省 (RLM) は約500kgの重量で1,000馬力クラスの出力を発揮できるという要求を出した。この要求にユンカースとダイムラー・ベンツが応じ、ユモ開発チームは自身が開発したユモ210Hに類似した新しいデザインにすることを決定した。
1935年には試作型が完成し、1936年4月から試験が開始された。1937年4月には1,100馬力のユモ 211Aが限定的な生産を行い、7月から量産が始められた。

## 主要諸元

### Jumo211A-1
- 形式：液冷倒立V型12気筒
- 内径×行程：150mm×165mm
- 総排気量：34.97L
- 全長：2,172mm
- 全幅：804mm
- 乾燥重量：640 kg
- 過給機：機械式2速
- 離昇出力　1,000HP/2,200RPM
- 常用出力　  975HP/回転数不明　（高度4,200m）

### Jumo211J
- 乾燥重量：720 kg
- 過給機：
- 離昇馬力　1,315HP/2,600RPM
- 高度馬力　  
  - 1,200HP/2,400RPM　（高度920m）
  - 1,135HP/2,400RPM　（高度4,360m）

## 搭載機
- Ju 87
- Ju 88
- アヴィア S-199